# Pente savonneuse
La pente savonneuse, également appelée pente fatale, pente glissante ou (petit) doigt dans l'engrenage, est un argument de direction qui exagère les conséquences d'une thèse en imaginant une chaîne de conséquences aboutissant à une conclusion catastrophique et en insinuant qu'il n'y pas moyen de s'arrêter en chemin.
Alors que l'argument de direction est valable en rhétorique, ceux de pente glissante et de direction cumulative, bien qu'ils puissent aussi être décrits comme un argument rationnel (variante de l'argument par les conséquences), portent facilement au raisonnement fallacieux. Il s'agit alors de sophisme dans la mesure où l'extrapolation des effets repose plus sur l'imagination que sur des hypothèses et des conséquences probantes.

## Exemples
- « Si nous acceptons le paquet de cigarettes neutre, dans six mois on vous proposera la bouteille de vin neutre, et c'en sera fini de nos appellations, et c'en sera fini de nos terroirs, et c'en sera fini de la défense de notre savoir-faire. »

- « Si vous donnez raison aux manifestants, alors la loi n'aura plus sens et la contestation arrivera à chaque nouvelle loi, il n'y aura plus d’État de droit et ce sera le chaos. »

- « Si nous dépénalisons le cannabis, alors les fumeurs de cannabis passeront au crack ou à l'héroïne et ils demanderont de dépénaliser ceux-là aussi. »[3],[4]

- « Si nous créons cette législation contre le terrorisme, nous l'appliquerons un jour contre les délits de droit commun. »

## Métaphores associées
Le sophisme de la pente fatale trouve un écho dans différentes métaphores et expressions comme celle du « nez du chameau », selon laquelle accorder un petit supplément de liberté à quelqu'un l'incitera à en réclamer plus encore, et le conduira à une transgression dans ce sens. Cette métaphore, habituellement attribuée à la culture arabe, peut se traduire ainsi :
« Gardez-vous d'autoriser un chameau à glisser son nez dans votre tente, car bientôt le chameau tout entier y entrera ! »
L'expression voulant que « Si on offre la main, la personne voudra le bras » reprend la même idée.
De façon moins directe, le dicton « Qui vole un œuf, vole un bœuf » peut aussi décrire une pente savonneuse.